# Marcel Cartier
Pour les articles homonymes, voir Cartier.
Marcel Cartier, né le 2 juillet 1861 à Rouen, mort le 27 août 1926 à Rouen,, est le dernier maire de Rouen du XIXe siècle et le premier du XXe siècle, sous l'étiquette des Républicains radicaux.

## Biographie
Marcel Cartier est né le 2 juillet 1861, fils d'Émile Cartier, marchand de fer prospère, et Joséphine, son épouse. Il a un frère et une sœur, Robert et Hedwige.
Marcel Cartier reprend l'affaire familiale et fonde avec un associé la Société des fers et métaux. Il devient par ailleurs propriétaire de la Dépêche de Rouen et de Normandie. Entré en politique en 1892, il est élu adjoint au maire dès décembre 1893, puis maire le 1er juillet 1898 (réélu en 1900). Le 16 mai 1896, il participe à l'inauguration de l'Exposition nationale et coloniale de Rouen. Il est fait chevalier de la Légion d'honneur en 1901.
Il demeure 62 rue Lafayette à Rouen.
En 1902, il démissionne à la suite de la défaite électorale de ses alliés. Il est gérant de la société Havret et Cie.
Ses obsèques sont célébrées à l'église Saint-Romain de Rouen et il est inhumé au cimetière monumental de Rouen.

## Distinctions
- Officier d'académie (1896).
- Chevalier de la Légion d'honneur le 1er août 1901[8]. Il est fait chevalier par le député Louis Ricard le 3 octobre 1901.
- Chevalier de l'ordre de Saint-Olaf